# Gröntjärnen (Fjällsjö socken, Ångermanland)
Gröntjärnen är en sjö i Strömsunds kommun i Ångermanland och ingår i Ångermanälvens huvudavrinningsområde.